# Wissenbach
Wissenbach ist ein Ortsteil der Gemeinde Eschenburg im mittelhessischen Lahn-Dill-Kreis.

## Geografische Lage

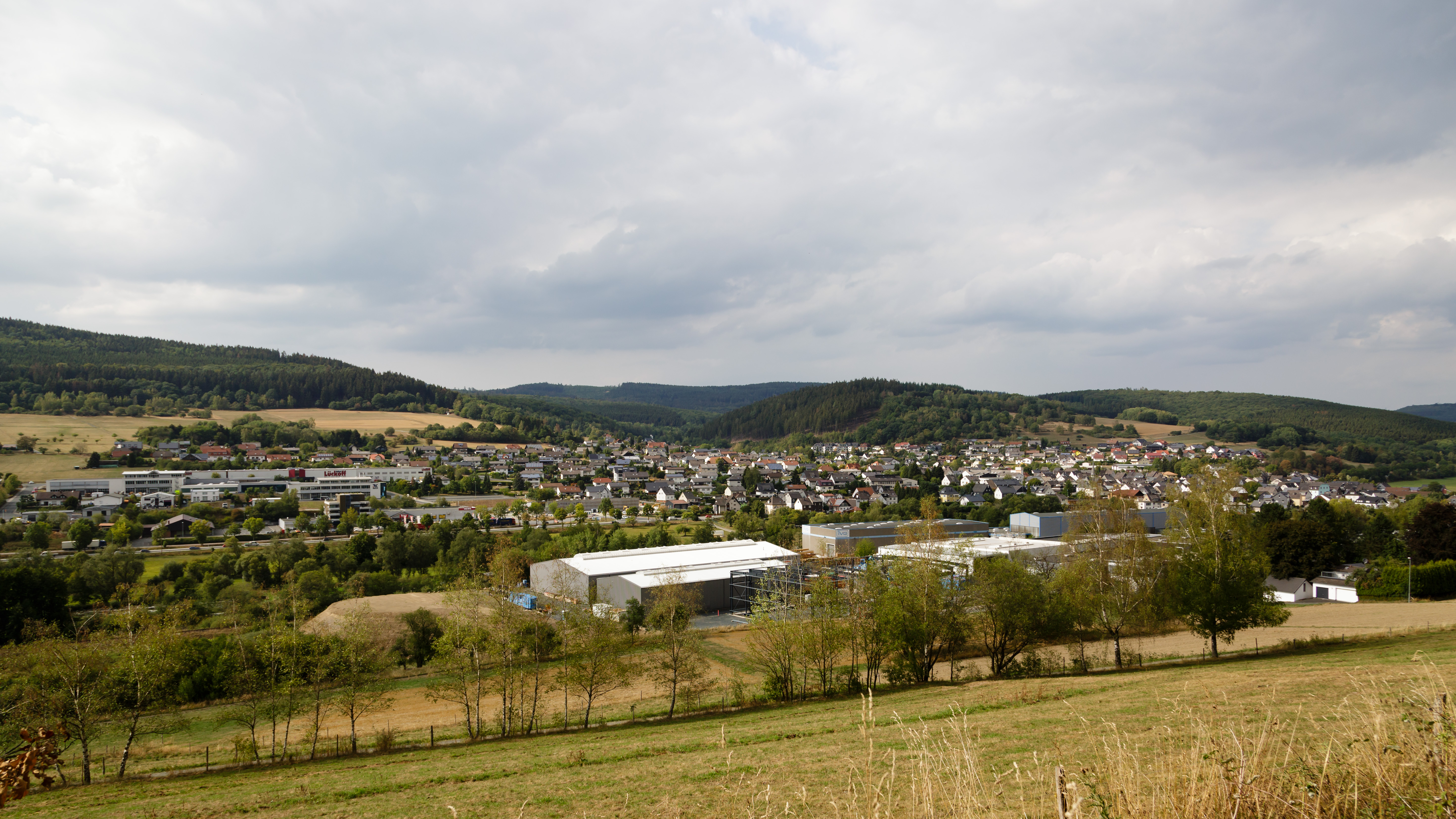
Wissenbach, Ansicht aus Südost

Wissenbach liegt im Tal der Dietzhölze und wird eingerahmt vom Bomberg (508 m ü.NN) im Westen und der Eschenburg (589 m ü.NN), die manchmal auch als Eschenberg bezeichnet wird, im Osten. Die Eschenburg dient auch als Namensgeber für die Gesamtgemeinde, obwohl sie sich auf dem Gebiet der Stadt Dillenburg befindet. Wissenbach ist der Eschenburger Ortsteil mit dem größten Waldanteil.
Die angrenzenden Orte sind, von Norden im Uhrzeigersinn beginnend, Eibelshausen, Eiershausen (beide Gemeinde Eschenburg), Nanzenbach, Frohnhausen (beide Stadt Dillenburg), Weidelbach (Stadt Haiger) und Ewersbach (Gemeinde Dietzhölztal).

## Geschichte

### Ortsgeschichte
Die älteste bekannte schriftliche Erwähnung von Wissenbach erfolgte unter dem Namen de Wysenbach im Jahr 1290.
1768 wurde in der Batzbachgrube mit dem Abbau von Schiefer begonnen. Diese Grube wurde erst 1997 gänzlich stillgelegt.
Am 20. Dezember 1773 brannte ein großer Teil des Dorfes ab.
Mit dem Bau der Eisenbahnstrecke Dillenburg–Ewersbach erhielt Wissenbach 1892 Bahnanschluss. Die Strecke wurde 1987 für den Personenverkehr und 2000 für den Güterverkehr stillgelegt.
Das 1899 gegründete Unternehmen Manderbach Fahrzeugbau produzierte von 1949 bis 1956 Lastkraftwagen in Wissenbach.
Im Jahr 1936 wurde auf der Eschenburg der Eschenburgturm eröffnet. Der 43 m  hohe hölzerne Aussichtsturm wurde am 23. März 1945 durch US-amerikanische Jagdbomber zerstört.
Hessische Gebietsreform (1970–1977)
Die bis dahin selbständige Gemeinde Wissenbach fusionierte zum 1. Oktober 1971 im Zuge der Gebietsreform in Hessen freiwillig mit den Nachbardörfern Eibelshausen und Eiershausen zur Gemeinde Eschenburg. Kraft Landesgesetz wurden dann die Gemeinden Eschenburg, Hirzenhain sowie Simmersbach und Roth des ehemaligen Landkreises Biedenkopf zur erweiterten Großgemeinde Eschenburg zusammengeschlossen. Die Inkraftsetzung erfolgte zum 1. Juli 1974 durch den Regierungspräsidenten in Darmstadt. Für alle sechs Ortsteile wurden Ortsbezirke mit Ortsbeirat und Ortsvorsteher nach der Hessischen Gemeindeordnung gebildet.

### Verwaltungsgeschichte im Überblick
Die folgende Liste zeigt die Staaten bzw. Herrschaftsgebiete und deren untergeordnete Verwaltungseinheiten, in denen Wissenbach lag:
- vor 1739: Heiliges Römisches Reich, Grafschaft/Fürstentum Nassau-Dillenburg, Amt Dillenburg
- ab 1739: Heiliges Römisches Reich, Fürstentum Nassau-Diez, Amt Dillenburg
- 1806–1813: Großherzogtum Berg, Département Sieg, Arrondissement Dillenburg, Kanton Dillenburg
- 1813–1815: Fürstentum Nassau-Oranien, Amt Dillenburg
- ab 1816: Herzogtum Nassau[Anm. 1], Amt Dillenburg
- ab 1849: Herzogtum Nassau, Kreisamt Herborn[Anm. 2]
- ab 1854: Herzogtum Nassau, Amt Dillenburg
- ab 1867: Norddeutscher Bund[Anm. 3], Königreich Preußen, Provinz Hessen-Nassau, Regierungsbezirk Wiesbaden, Dillkreis[Anm. 4]
- ab 1871: Deutsches Reich, Königreich Preußen, Provinz Hessen-Nassau, Regierungsbezirk Wiesbaden, Dillkreis
- ab 1918: Deutsches Reich, Freistaat Preußen, Provinz Hessen-Nassau, Regierungsbezirk Wiesbaden, Dillkreis
- ab 1932: Deutsches Reich, Freistaat Preußen, Provinz Hessen-Nassau, Regierungsbezirk Wiesbaden, Landkreis Dillenburg
- ab 1933: Deutsches Reich, Freistaat Preußen, Provinz Hessen-Nassau, Regierungsbezirk Wiesbaden, Dillkreis
- ab 1944: Deutsches Reich, Freistaat Preußen, Provinz Nassau, Dillkreis
- ab 1945: Amerikanische Besatzungszone, Groß-Hessen, Regierungsbezirk Wiesbaden, Dillkreis
- ab 1946: Amerikanische Besatzungszone, Hessen, Regierungsbezirk Wiesbaden, Dillkreis
- ab 1949: Bundesrepublik Deutschland, Hessen, Regierungsbezirk Wiesbaden, Dillkreis
- ab 1968: Bundesrepublik Deutschland, Hessen, Regierungsbezirk Darmstadt, Dillkreis
- ab 1971: Bundesrepublik Deutschland, Hessen, Regierungsbezirk Darmstadt, Dillkreis, Gemeinde Eschenburg[Anm. 5]
- ab 1977: Bundesrepublik Deutschland, Hessen, Regierungsbezirk Darmstadt, Lahn-Dill-Kreis, Gemeinde Eschenburg
- ab 1981: Bundesrepublik Deutschland, Hessen, Regierungsbezirk Gießen, Lahn-Dill-Kreis, Gemeinde Eschenburg

## Bevölkerung

### Einwohnerstruktur 2011
Nach den Erhebungen des Zensus 2011 lebten am Stichtag dem 9. Mai 2011 in Wissenbach 1803 Einwohner. Darunter waren 132 (7,3 %) Ausländer.
Nach dem Lebensalter waren 381 Einwohner unter 18 Jahren, 756 zwischen 18 und 49, 369 zwischen 50 und 64 und 300 Einwohner waren älter. Die Einwohner lebten in 675 Haushalten. Davon waren 147 Singlehaushalte, 195 Paare ohne Kinder und 270 Paare mit Kindern, sowie 64 Alleinerziehende und 9 Wohngemeinschaften. In 126 Haushalten lebten ausschließlich Senioren und in 450 Haushaltungen lebten keine Senioren.

### Einwohnerentwicklung
| Wissenbach: Einwohnerzahlen von 1834 bis 2018 | Wissenbach: Einwohnerzahlen von 1834 bis 2018 | Wissenbach: Einwohnerzahlen von 1834 bis 2018 | Wissenbach: Einwohnerzahlen von 1834 bis 2018 | Wissenbach: Einwohnerzahlen von 1834 bis 2018 |
| --- | --------------------------------------------- | --------------------------------------------- | --------------------------------------------- | --------------------------------------------- |
| Jahr |                                               |                                               |                                               | Einwohner                                     |
| 1834 | 1834                                          |                                               | 486                                           | 486                                           |
| 1840 | 1840                                          |                                               | 498                                           | 498                                           |
| 1846 | 1846                                          |                                               | 510                                           | 510                                           |
| 1852 | 1852                                          |                                               | 506                                           | 506                                           |
| 1858 | 1858                                          |                                               | 480                                           | 480                                           |
| 1864 | 1864                                          |                                               | 532                                           | 532                                           |
| 1871 | 1871                                          |                                               | 522                                           | 522                                           |
| 1875 | 1875                                          |                                               | 468                                           | 468                                           |
| 1885 | 1885                                          |                                               | 528                                           | 528                                           |
| 1895 | 1895                                          |                                               | 531                                           | 531                                           |
| 1905 | 1905                                          |                                               | 658                                           | 658                                           |
| 1910 | 1910                                          |                                               | 718                                           | 718                                           |
| 1925 | 1925                                          |                                               | 870                                           | 870                                           |
| 1939 | 1939                                          |                                               | 927                                           | 927                                           |
| 1946 | 1946                                          |                                               | 1.290                                         | 1.290                                         |
| 1950 | 1950                                          |                                               | 1.325                                         | 1.325                                         |
| 1956 | 1956                                          |                                               | 1.353                                         | 1.353                                         |
| 1961 | 1961                                          |                                               | 1.384                                         | 1.384                                         |
| 1967 | 1967                                          |                                               | 1.510                                         | 1.510                                         |
| 1970 | 1970                                          |                                               | 1.521                                         | 1.521                                         |
| 1974 | 1974                                          |                                               | 1.596                                         | 1.596                                         |
| 1980 | 1980                                          |                                               | 1.676                                         | 1.676                                         |
| 1990 | 1990                                          |                                               | 1.883                                         | 1.883                                         |
| 2000 | 2000                                          |                                               | 1.892                                         | 1.892                                         |
| 2008 | 2008                                          |                                               | 1.925                                         | 1.925                                         |
| 2011 | 2011                                          |                                               | 1.803                                         | 1.803                                         |
| 2015 | 2015                                          |                                               | 1.841                                         | 1.841                                         |
| 2018 | 2018                                          |                                               | 1.840                                         | 1.840                                         |
| Datenquelle: Historisches Gemeindeverzeichnis für Hessen: Die Bevölkerung der Gemeinden 1834 bis 1967. Wiesbaden: Hessisches Statistisches Landesamt, 1968. Weitere Quellen: LAGIS; nach 1970: Gemeinde Eschenburg, ab 2008: Haushaltsplan 2019; Zensus 2011 |                                               |                                               |                                               |                                               |

### Historische Religionszugehörigkeit
| • 1885: | 0439 evangelische (= 83,14 %), keine katholischen und 84 andere (= 16,86 %) Christen |
| • 1961: | 1097 evangelische (= 79,26 %) und 142 katholische (= 10,26 %) Einwohner              |

## Kultur und Sehenswürdigkeiten

### Vereine
Im südlichen Teil des Dorfes ist der Wissenbacher Schützenverein zu finden. Der CVJM-Wissenbach e. V. feiert im Jahr 2023 sein hundertjähriges Bestehen. Er gehört zur weltweiten YMCA-Bewegung und damit zum größten Jugendverband Deutschlands. Hauptaufgabe des Vereins ist christliche Jugendarbeit (Jungschar, Jugendkreis, Sportarbeit, Freizeiten). Jedoch gehören auch weiter Arbeitsbereiche wie der Posaunenchor oder das monatliche Begegnungscafé "Sonntagstreff" eine wichtige Rolle. Das Vereinsheim "Jugendheim" liegt zentral im Dorf am sogenannten Viehweg.

### Bauwerke
Die evangelische Kirche wurde 1880/81 von Kirchenbaumeister Ludwig Hofmann zusammen mit seinem Bruder Karl Hofmann erbaut.

### Museum
Ein kleines Museum für Bergbau und Fernmeldetechnik ist in einer ehemaligen Trafostation untergebracht.

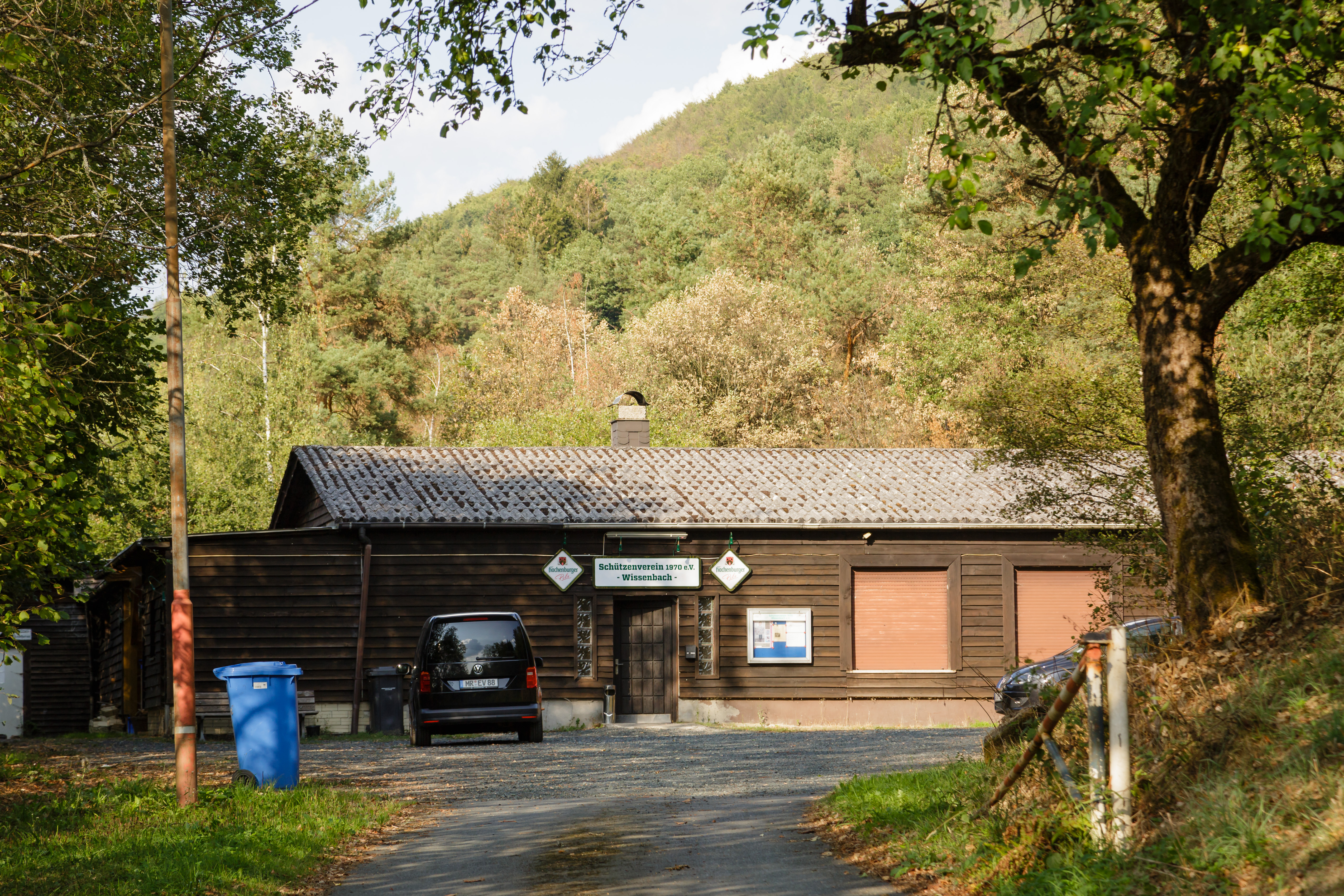
Schützenverein
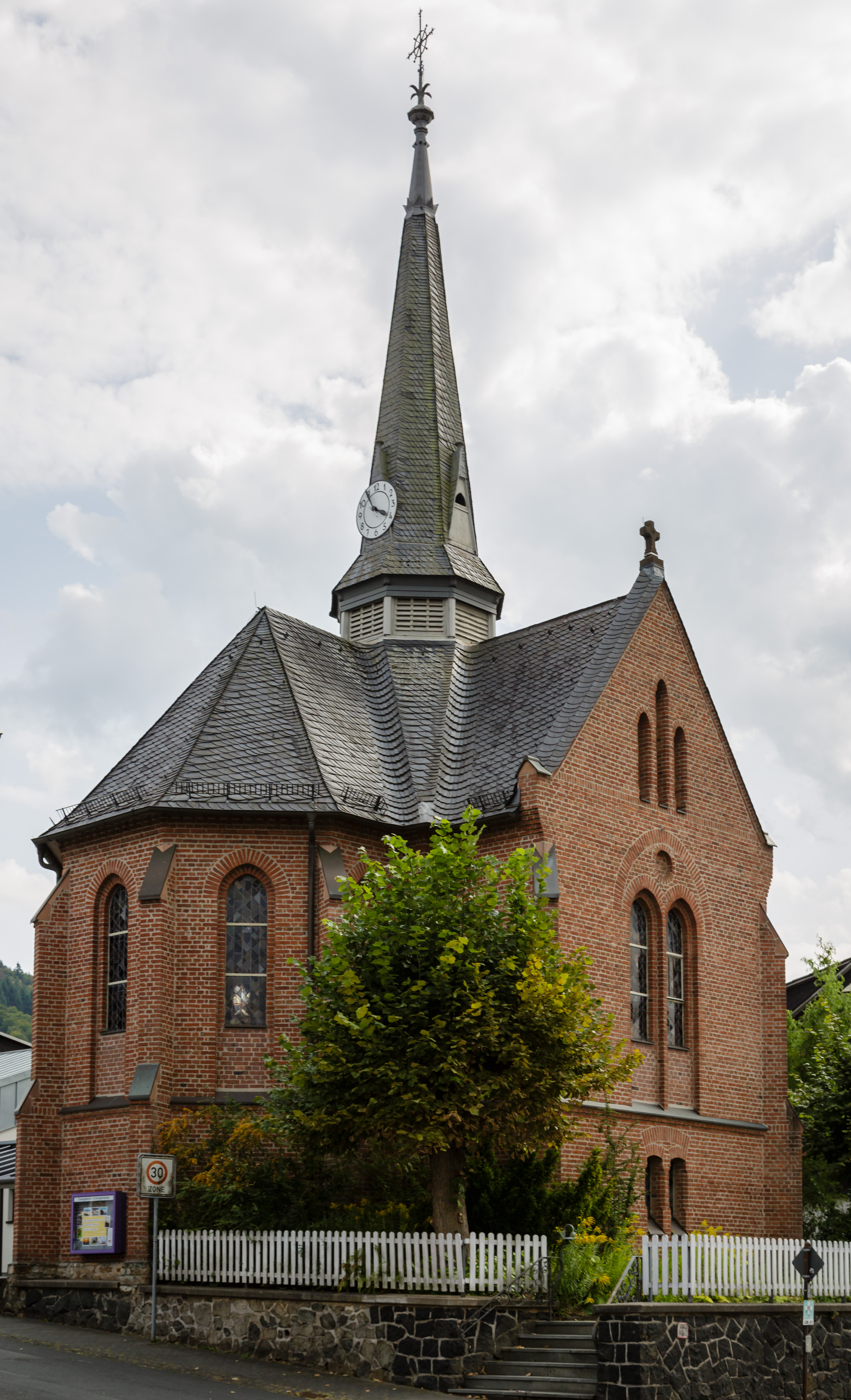
Evangelische Kirche
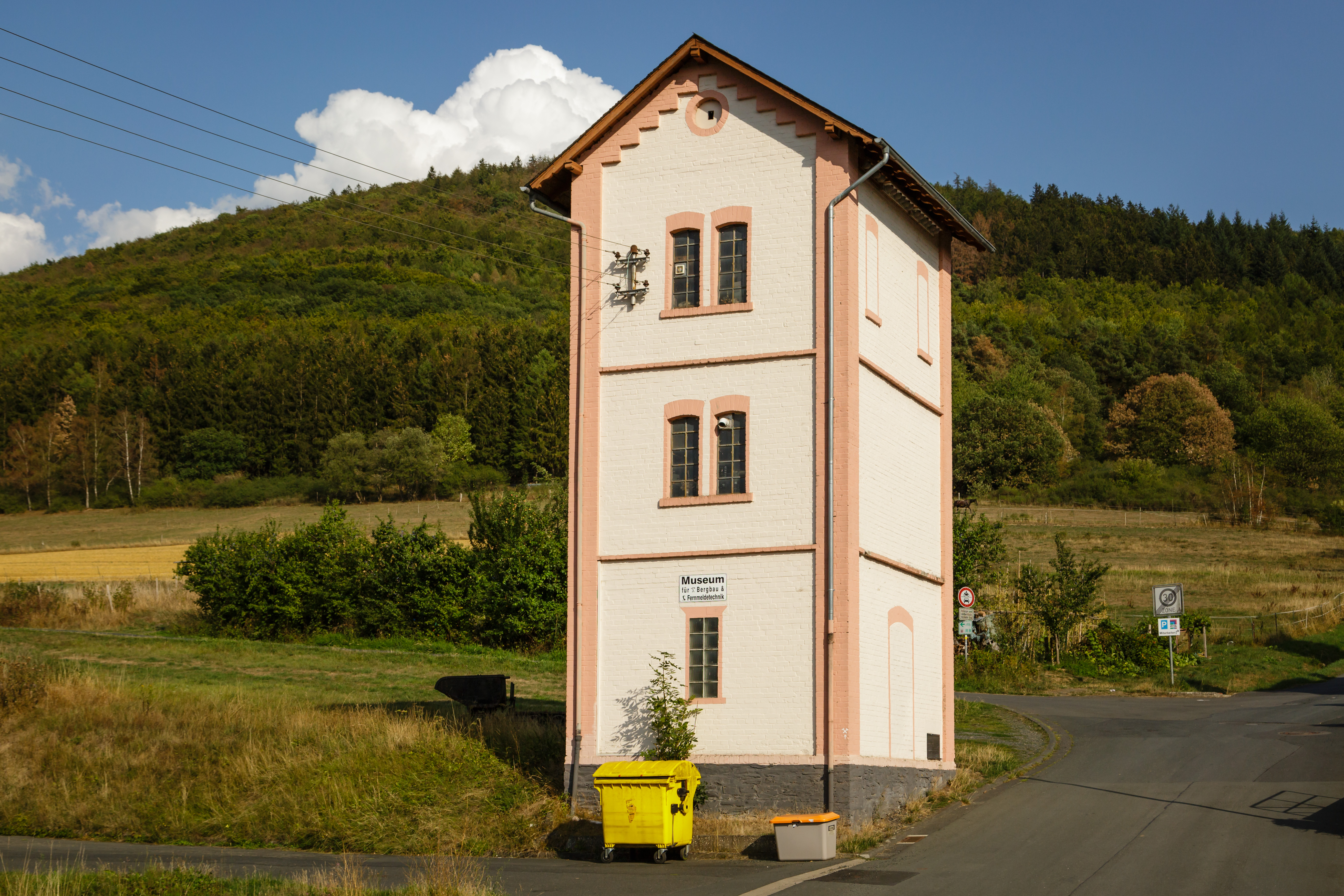
Museum für Bergbau und Fernmeldetechnik

## Wirtschaft und Infrastruktur

### Einrichtungen
- Wissenbach verfügt über eine Mehrzweckhalle, eine Klinik und ein kleines Einkaufszentrum.
- Der alte Wissenbacher Sportplatz dient heute als Freizeitanlage.

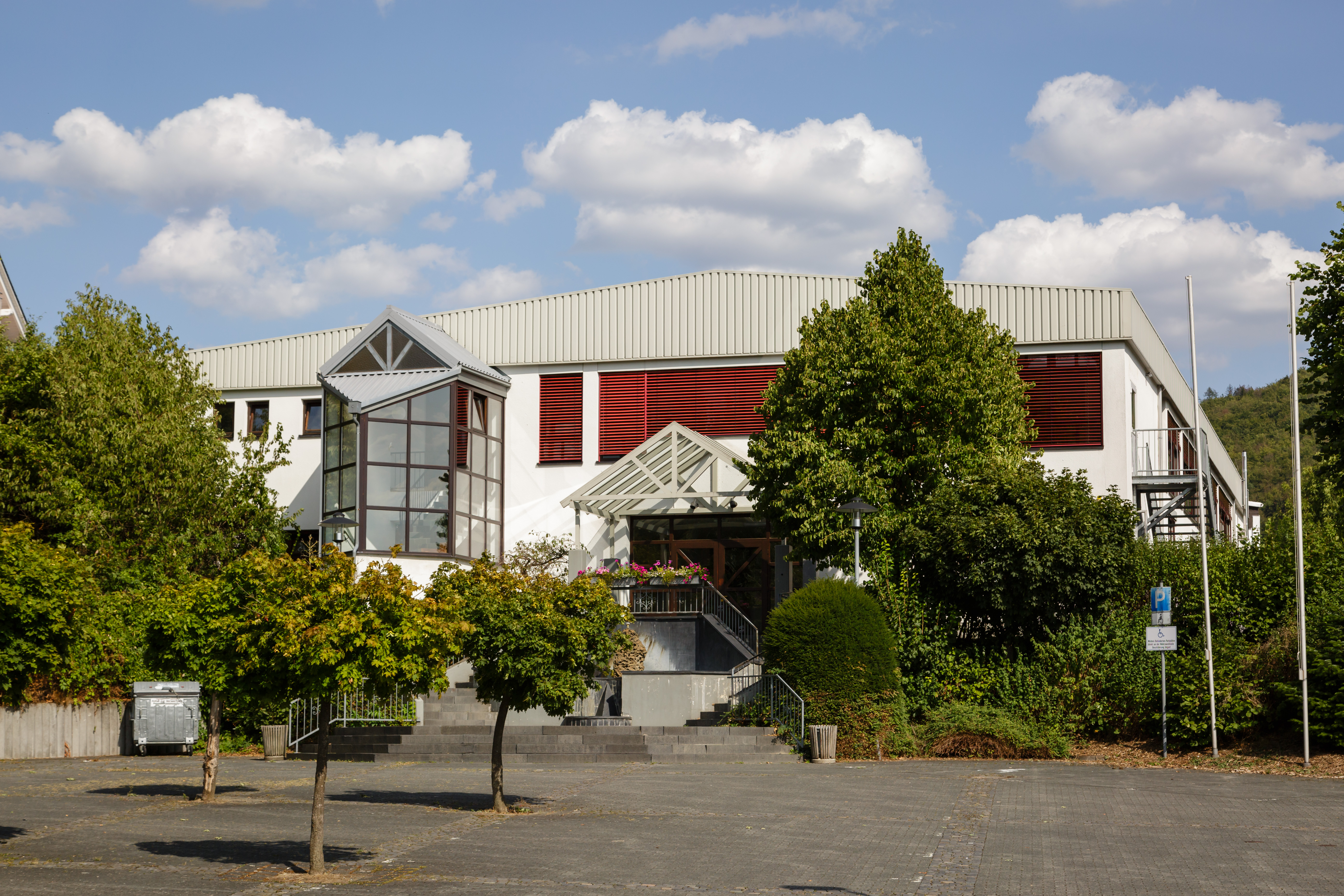
Mehrzweckhalle
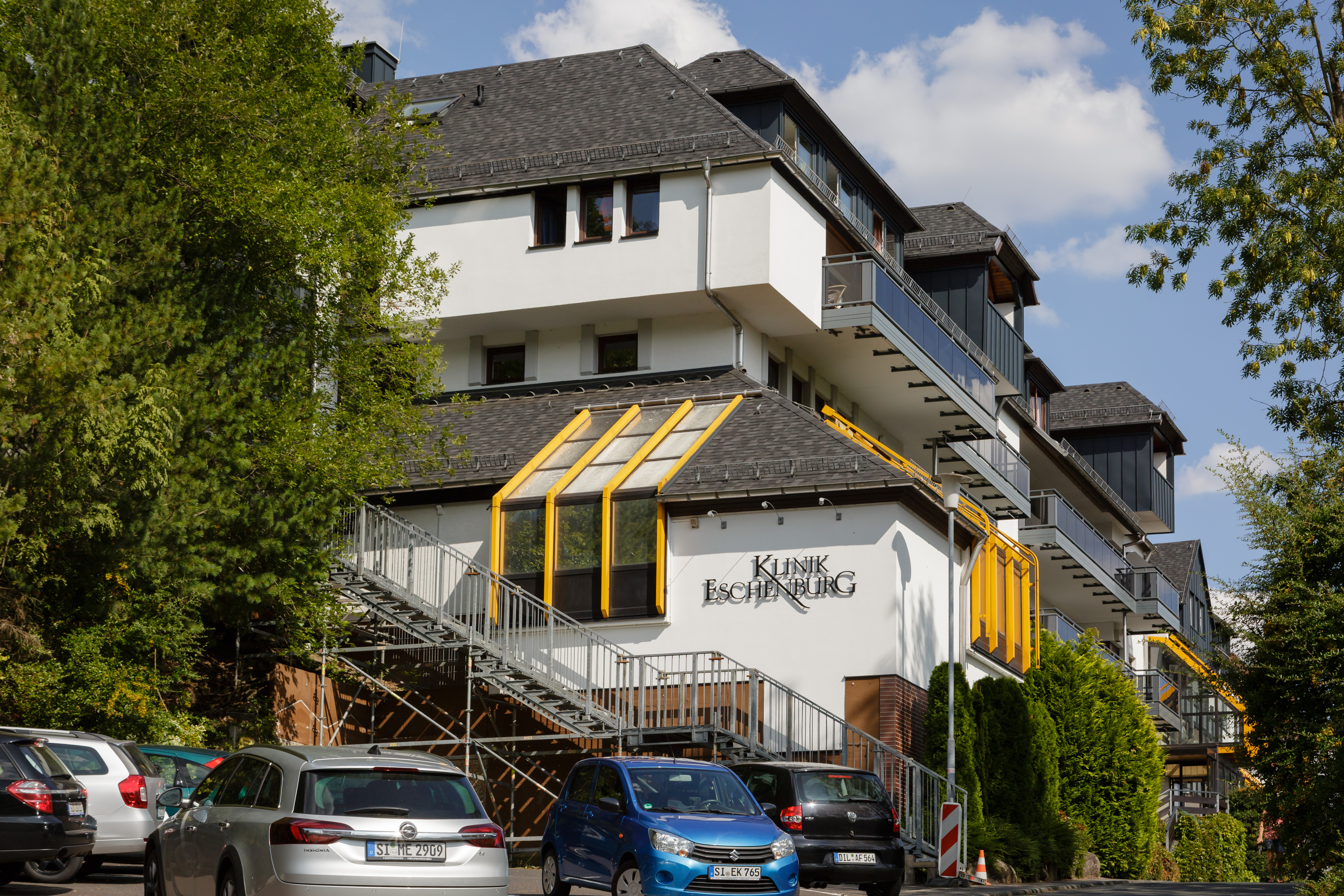
Klinik Eschenburg

### Verkehr
Die Bundesstraße 253 (Dillenburg–Frankenberg) führt direkt durch den Ort. Aufgrund der hohen Verkehrsbelastung wünschen sich die Wissenbacher Bürger seit vielen Jahren eine Ortsumgehung. Die Entfernung bis zur Anschlussstelle Dillenburg an der Autobahn 45 beträgt etwa 7 km.
Darüber hinaus verfügte Wissenbach bis 1987 noch über einen Bahnanschluss über die Dietzhölztalbahn. Die Bahnstrecke ist seit 2001 stillgelegt. Allerdings gibt es Bestrebungen und eine Initiative, welche sich für den Erhalt und die Reaktivierung der Strecke für den SPNV und Güterverkehr einsetzt. Derzeit erfolgt der Freischnitt der Bahnstrecke auf dem südlichen Streckenabschnitt bis Frohnhausen.

### Bildung
In Wissenbach gibt es eine Grundschule und einen Kindergarten.
Weiterführende Schulen können in Eibelshausen (Kooperative Gesamtschule), Frohnhausen (Haupt- und Realschule), sowie in Dillenburg (Gymnasium) besucht werden.

### Unternehmen
Im Ort gibt es zwei Gewerbegebiete. In den dort ansässigen Unternehmen sind einige hundert Arbeitnehmer beschäftigt. Größte Industriebetriebe sind die Firmen
Rittal und Giebeler.

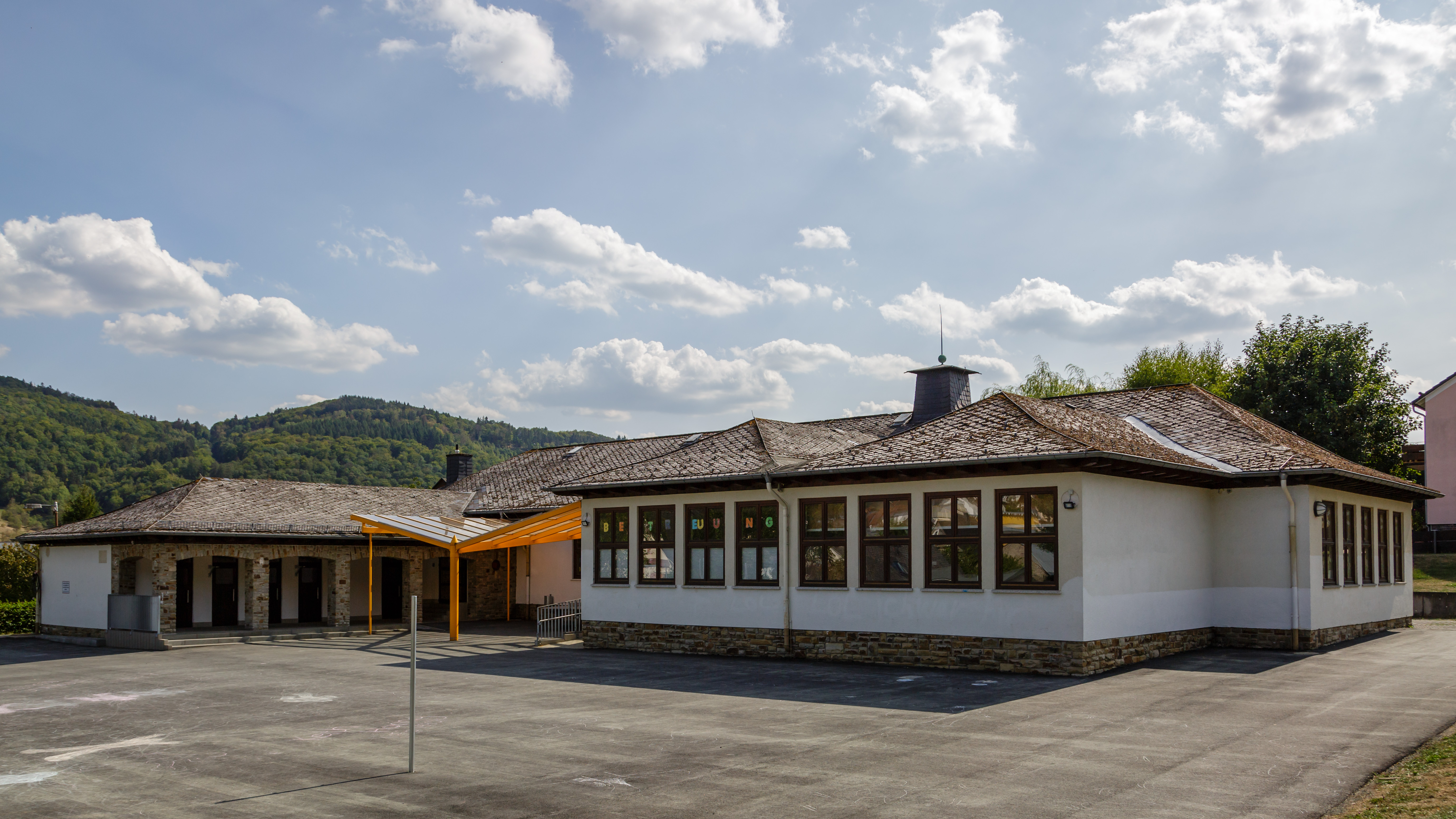
Grundschule
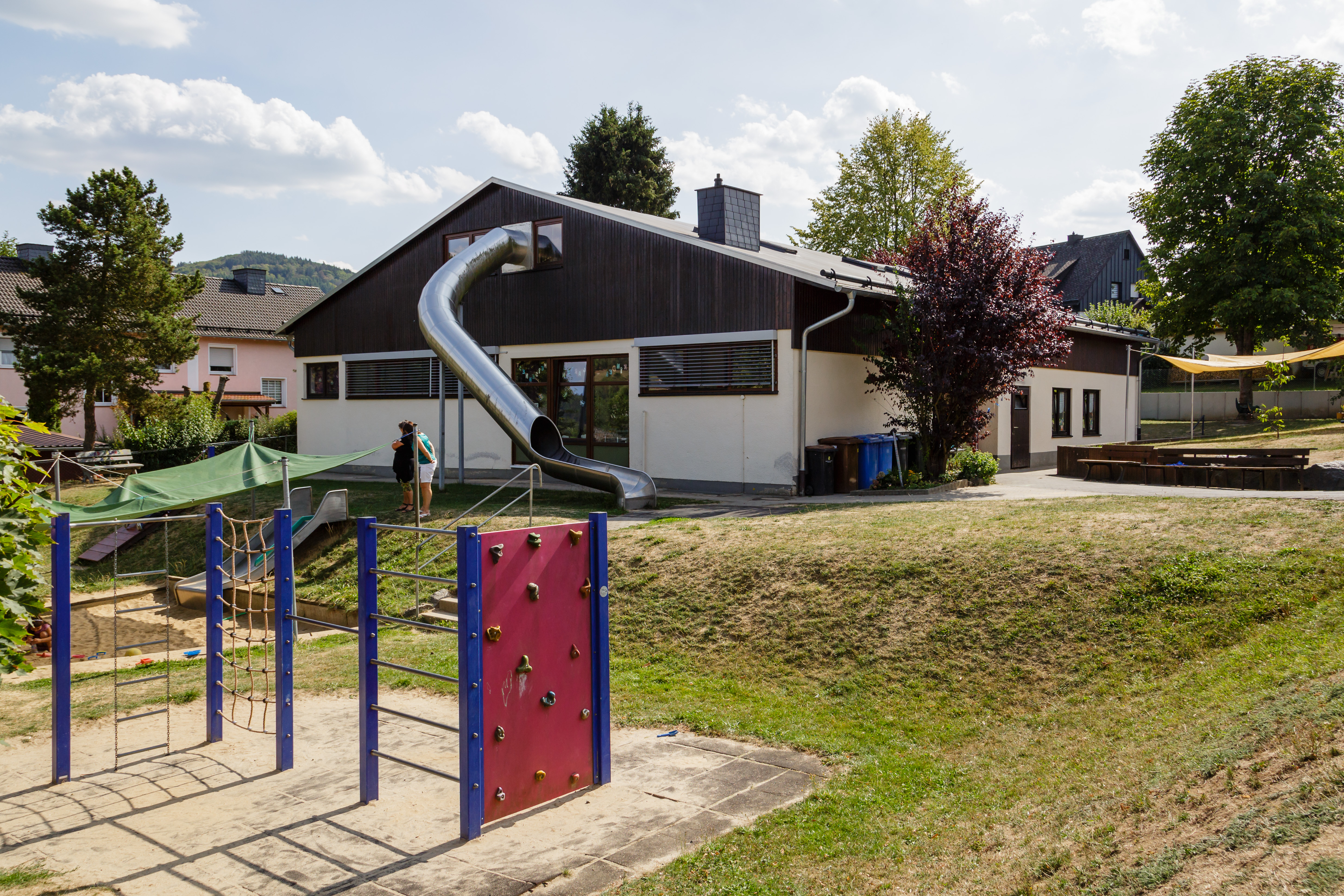
Evangelischer Kindergarten
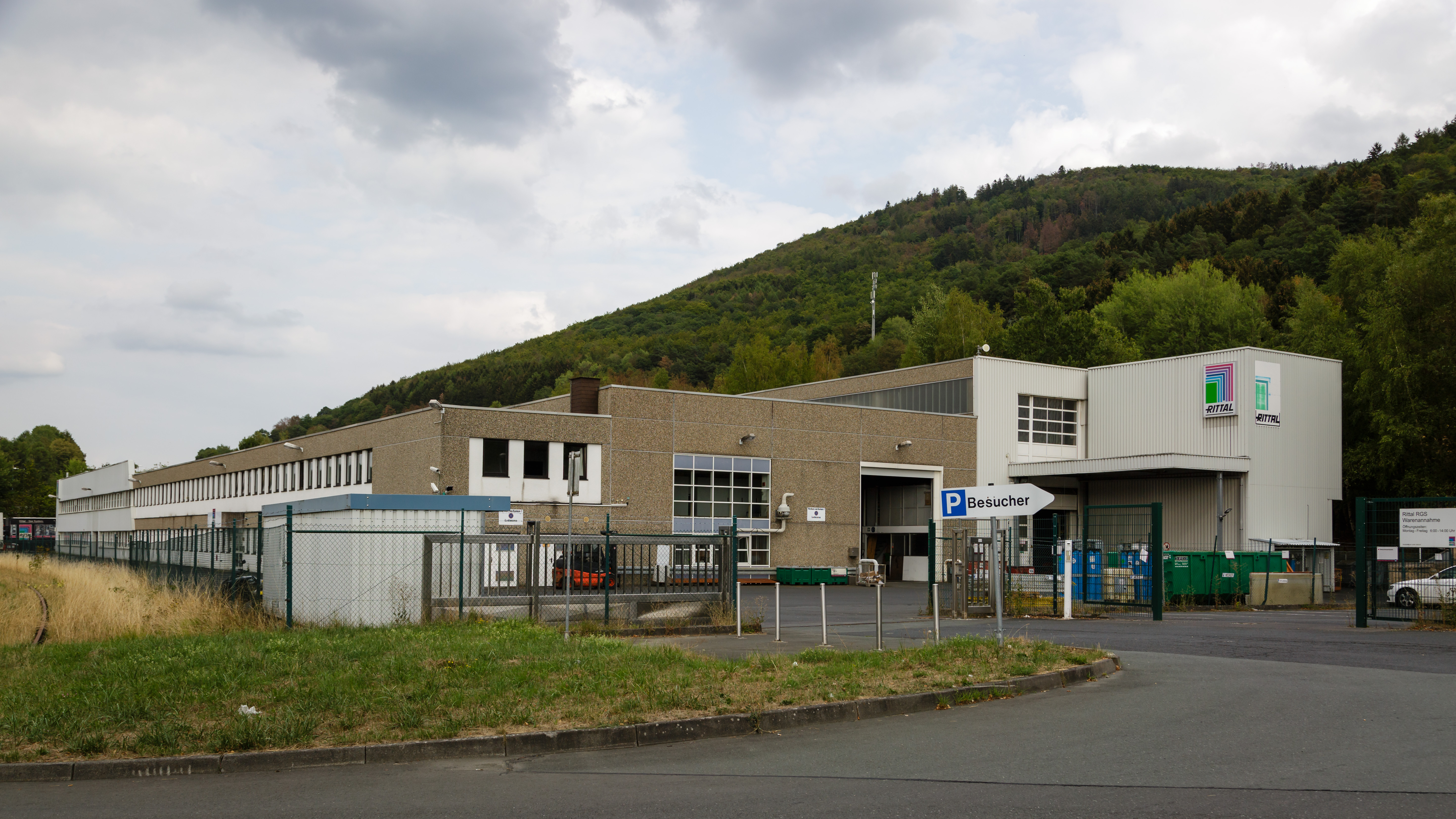
Firma Rittal
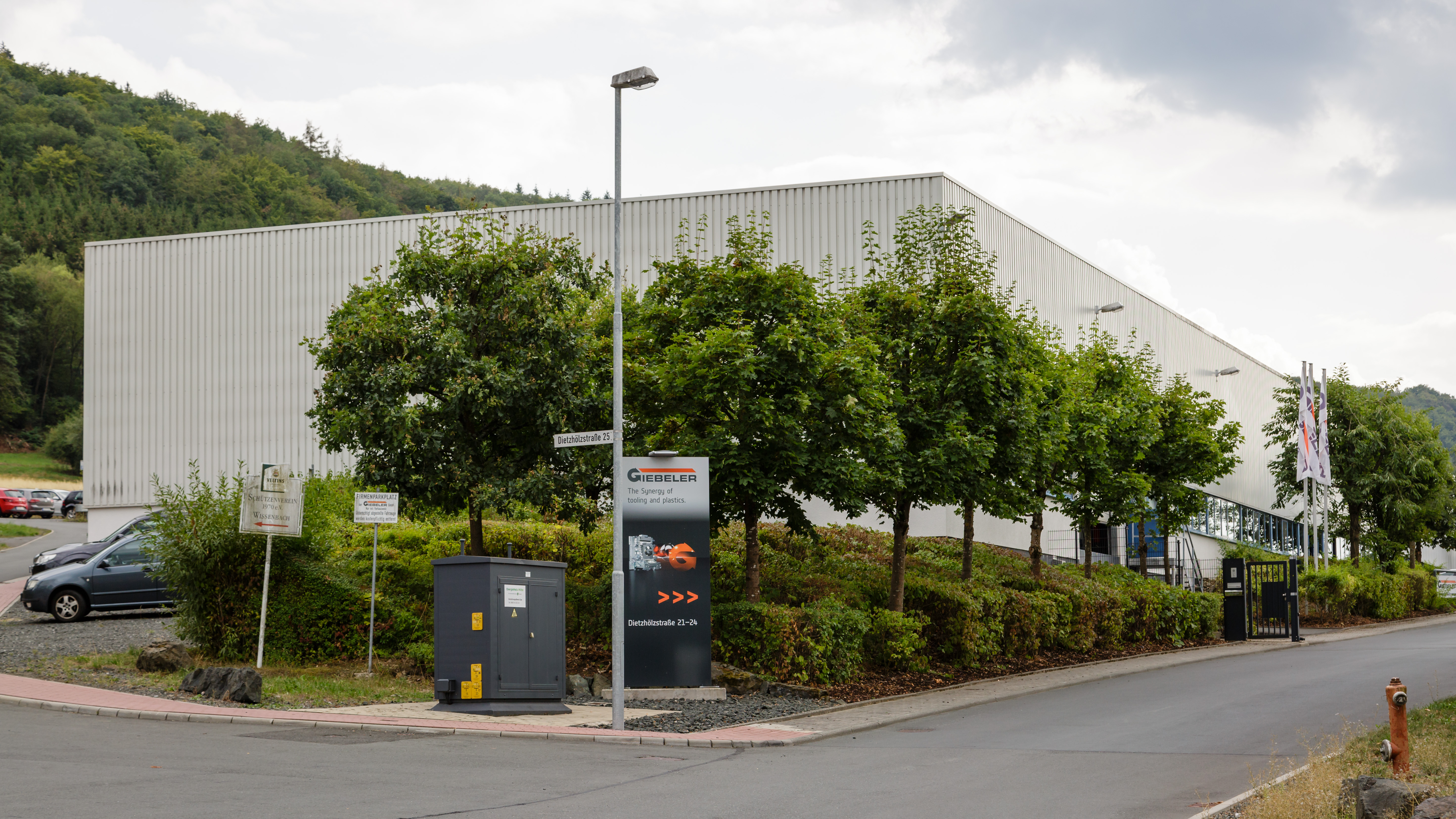
Firma Giebeler

## Persönlichkeiten
- Aus dem Ortsteil Wissenbach stammt der Violinist, Bratschist, Konzertdirektor und radikalpietistische Religionsstifter (Johann) Daniel Müller alias Elias / Elias Artista, geb. Wissenbach 10. Februar 1716, gest. nicht vor 1786 (in Riga?).
- In Wissenbach wurde der NSDAP-Politiker  Richard Manderbach (1889–1962) geboren.
- Die Autorin Ingrid Kretz (* 1959) in Wissenbach aufgewachsen.[12]